# Ампи
Ампи (фр. Ampuis) насеље је и општина у источној Француској у региону Рона-Алпи, у департману Рона која припада префектури Лион.
По подацима из 2011. године у општини је живело 2.661 становника, а густина насељености је износила 170,91 становника/km². Општина се простире на површини од 15,57 km². Налази се на средњој надморској висини од 152 метара (максималној 536 m, а минималној 145 m).

## Демографија
| 1962. | 1968. | 1975. | 1982. | 1990. | 1999. | 2011. |
| ----- | ----- | ----- | ----- | ----- | ----- | ----- |
| 1.497 | 1.521 | 1.704 | 1.777 | 2.051 | 2.178 | 2.661 |

График промене броја становника у току последњих година